# Яцкув (остановочный пункт)
Яцкув (пол. Jacków) — остановочный пункт в деревне Яцкув в гмине Крушина, в Силезском воеводстве Польши. Имеет 2 платформы и 2 пути.
Остановочный пункт на железнодорожной линии Варшава-Центральная — Катовице, построен в 1989 году.